# نهر أبو عطيم (نصار)
نهر أبو عطيم (بالفارسية: نهرابوعظیم) هي قرية تقع في إيران في قسم نصار الريفي. يقدر عدد سكانها بـ 308 نسمة .